# Zuzułka
Zuzułka – wieś w Polsce, położona w województwie mazowieckim, w powiecie węgrowskim, w gminie Miedzna. Ma status sołectwa.
| SIMC    | Nazwa   | Rodzaj  |
| ------- | ------- | ------- |
| 0681431 | Syberia | kolonia |

W latach 1975–1998 miejscowość administracyjnie należała do województwa siedleckiego.
Wierni kościoła rzymskokatolickiego należą do parafii św. Michała Archanioła w Starejwsi.